# Ernest Guingand
Ernest Guingand est un homme politique français né le 15 mars 1845 à Briare (Loiret) et décédé le 18 avril 1927 à Briare.

## Biographie
Marchand de bois, il est conseiller municipal de Briare et conseiller d'arrondissement. Il est député du Loiret de 1901 à 1906, inscrit au groupe radical-socialiste, et sénateur du Loiret de 1906 à 1920.

## Sources
- « Ernest Guingand », dans le Dictionnaire des parlementaires français (1889-1940), sous la direction de Jean Jolly, PUF, 1960 [détail de l’édition]